# Tanja Neubert
Tanja Neubert (2000) es una deportista alemana que compite en triatlón. Ganó una medalla de bronce en el Campeonato Mundial por Relevos Mixtos de 2025.

## Palmarés internacional
| Campeonato Mundial por Relevos Mixtos | Campeonato Mundial por Relevos Mixtos | Campeonato Mundial por Relevos Mixtos | Campeonato Mundial por Relevos Mixtos |
| Año                                   | Lugar                                 | Medalla                               | Prueba                                |
| ------------------------------------- | ------------------------------------- | ------------------------------------- | ------------------------------------- |
| 2025                                  | Hamburgo (Alemania)                   | Medalla de bronce                     | Relevo mixto                          |